# Martín José de Rada
Martín José de Rada San Juan (Pamplona, 22 de febrero de 1722- ibid. 21 de enero de 1775), natural de Pamplona, impresor y librero, en 1746 casa con Josefa Burguete, hija del también impresor y librero Alfonso Burguete, fallecido en 1735, y de María Francisca de Neira, su viuda y sucesora al frente del negocio.
En 1751 su suegra le cede la gestión del taller y librería, tarea que desempeñará, al menos nominalmente, hasta su muerte en 1775. Sin embargo, su estado de salud le impidió trabajar a partir de 1768, siendo su esposa Josefa Burguete la que lo gestionó hasta el fallecimiento de Martín José de Rada en 1775 y, una vez viuda, hasta 1787.
La imagen que transmite Martín José Rada es la de un impresor modesto, que mantiene su negocio sin quebrantos, a pesar de que en ocasiones tuviera que hacer frente a acusaciones de actividades fraudulentas. Por lo general sirve encargos de escasa complejidad, acordes con sus recursos técnicos y capacidad de trabajo.

## Familia y primeros pasos profesionales
Martín José Rada, hijo de Manuel y de Josefa de San Juan, vecinos de Miranda de Arga con residencia en Pamplona, fue bautizado en la parroquia de San Saturnino el 22 de febrero de 1722. Tuvo cinco hermanos.
Sin cumplir 14 años, en 1735, comienza a trabajar como mancebo en la librería de José Joaquín Martínez. Cuando este fallece en 1741 continúa en la casa, primero al servicio de la viuda, María de Lizasoain, y después a las órdenes de Miguel Antonio Domech, que se había hecho cargo del negocio.
Así pues, durante 10 años, desde 1735 hasta 1745, trabajó en la librería e imprenta que había creado José Joaquín Martínez, donde se formó y de donde, con 23 años, salió para establecerse por cuenta propia.

### Proyecto de sociedad con José Botaya (1745)
A comienzos de 1745 Martín José Rada y José Botaya, compañero en el taller regentado por Domech, deciden romper con el patrón y montar su negocio. Con este fin, el 29 de abril de 1745 suscriben un acuerdo para formar una compañía de impresión y librería por tres años. Se comprometen a «pagar la arrendación que correspondiere a la botiga y cuartos que se emplearen y sirvieren para la imprenta y librería por mitad cada uno, a partes iguales».
José Botaya aportará 100 pesos (800 reales) para la compra de libros, en tanto que Martín José Rada no pondrá dinero, ya que, según explica el contrato, «el exceso que en ello hay y hubiera queda compensado con ser [Martín José Rada] impresor y librero a diferencia de dicho Botaya, que solo es impresor».
Los hechos habían ido por delante de las formalidades legales, pues, antes de constituir la sociedad mercantil, Rada y Botaya habían tomado en arriendo la imprenta de Jerónimo de Anchuela, con el que habían firmado un contrato por tres años, a contar desde el 20 de febrero de 1745. 
Pero Miguel Antonio Domech, un impresor y librero ambicioso que no admitía competidores y mucho menos formados en su propio taller, desbarató inmediatamente esta operación. Frustrados en su proyecto, Rada y Botaya pasaron a trabajar en el mismo año de 1745, de nuevo como asalariados, en el taller de la viuda de Alfonso Burguete, María Francisca de Neira, que, sin hijos varones, necesitaba oficiales para sacar adelante los encargos.

### Empleado en el taller de María Francisca de Neira (1745)
A finales de 1745, fracasado su proyecto empresarial, Rada y Botaya están a las órdenes de la viuda de Alfonso Burguete. Reducidos nuevamente al rango de asalariados, solo queda disolver la sociedad constituida nueve meses antes, lo cual se materializa mediante escritura pública suscrita el 1 de febrero de 1746. argumentando que Rada tenía “motivo justo para ello” —este aseguraría más adelante que su socio había quebrado-. 
Por su parte Botaya, disuelta la sociedad con Rada, tras una breve estancia en la imprenta de la viuda de Alfonso Burguete, regresa a su antiguo taller, ahora regentado por Miguel Antonio Domech.

### Sociedad frustrada con Domech e Ibáñez (1747)
Fracasada la sociedad con Botaya, en 1745 Martín José de Rada se asocia con el solvente impresor y librero Miguel Antonio Domech —su antiguo patrón— y con su amigo, por estas fechas menos consolidado profesionalmente, Pascual Ibáñez. Se trata de un ambicioso proyecto promovido por Domech que está encaminado a imprimir y vender todas las publicaciones que tiene en monopolio el Hospital General de Pamplona a cambio del pago de un canon a esa institución. 
Los tres socios entrarían a partes iguales en beneficios y gastos. La impresión correría por cuenta de Rada y Domech, quedando fuera Pascual Ibáñez, al que, para compensar, se le daría más trabajo de encuadernación. En cuanto a la venta, se asigna a Ibáñez la distribución mayorista, «por grueso», y a Domech la venta «por menudo», sin que se especifique la participación de Rada. 
Sorprendentemente, esta sociedad no dura más de tres semanas, pues el 8 de noviembre los socios “Por justos motivos que tienen dan por nula y ninguna dicha escritura de Compañía”. Al parecer, a partir de este momento las relaciones entre Domech y Rada se deterioraron.

## Boda con la hija de Alfonso Burguete (1746)
Martín José Rada, “mercader de libros”, el 6 de febrero de 1746, a los 24 años, se casa, en la parroquia de San Nicolás de Pamplona, con Josefa Burguete. De su misma edad, es la primogénita del impresor Alfonso Burguete, fallecido en 1735, y de María Francisca de Neira. 
En las capitulaciones matrimoniales, la madre, María Francisca de Neira, hace donación propter nupcias a su hija «desde luego de presente y para después de sus días, no antes» de «toda la letra y demás instrumentos que tiene para imprimir correspondientes a dicho empleo de impresor, surtimiento de libros, que así bien tiene de venta en su botiga, otros imprimiendo en su casa, y de todos los demás bienes muebles, dinero, plata, ropa blanca, alhajas, créditos y derechos que al presente tiene». El novio, por su parte, aporta 100 pesos (800 reales) en «especie de libros».
Las dos partes, los esposos y la madre, acuerdan vivir juntos, «en una casa, mesa y compañía». De esta manera, María Francisca de Neira conserva la propiedad de la imprenta y librería y, a cambio, proporcionará al matrimonio y, en su caso, a sus hijos «todo lo necesario para su manutención y decencia». De esta manera, Martín José Rada se sitúa al frente del negocio de imprenta y librería de su suegra, un negocio, por cierto, saneado y con futuro. 
En julio de 1750, cuando la Diputación el reino de Navarra sopesa la segunda edición de los Anales del Reino de Navarra, se ofrece para acometer este ambicioso y complejo trabajo, que finalmente es encomendado a Domech. Esta proposición puede ser un testimonio de la seguridad que Rada tiene en su cualificación profesional y en la capacidad de su taller.
En diversas ocasiones, entre 1747 y 1760, en el pie de imprenta se titula «Impresor del Santo Hospital», en especial cuando imprime el Ordo recitandi divinum officium de Fermín de Iraizoz, una publicación que el Hospital tiene en monopolio desde 1652. Esta institución benéfica será cliente preferente del taller de Rada y, tras su fallecimiento, lo seguirá siendo de su viuda, Josefa Burguete, y de su hijo José Francisco de Rada. La abundancia y regularidad de los encargos del Hospital General de Pamplona explicarían en buena parte la estabilidad de la imprenta de los Rada hasta el final del siglo. 
Martín José Rada también se presenta, en ocasiones, como impresor del "Gobernador del Reino" (1747) y del Virrey (1756).

## Ruptura con su suegra y dirección del negocio familiar (1751)
Martín José Rada vive en el barrio de San Nicolás, primero en casa de su suegra y, a partir de 1751, cuando las relaciones familiares se deterioran seriamente, en su propio domicilio. En la citada parroquia son bautizados, entre 1746 y 1762, sus ocho hijos, seis varones y dos hembras.
La convivencia entre la madre viuda y el joven matrimonio, iniciada en 1746, no resulta posible y en menos de cuatro años se deteriora hasta hacerse insostenible. La viuda se queja de que el matrimonio no le trata con el debido «respeto y veneración» y de que actúan sin su consentimiento en negocios, que por su mala conducta y dirección han ocasionado «varios empeños» que pretenden pagar con el dinero de ella. 
Finalmente María Francisca de Neira exige al matrimonio que abandone su casa y deje el negocio antes del 11 de septiembre de 1749. Tras unos meses de tensión, finalmente la pareja sale de la casa materna. Será necesario que transcurra año y medio para que se encauce esta conflictiva situación familiar, que se resolverá con la escritura de ajuste y convenio firmada el 24 de octubre de 1751. En su virtud, la madre conserva el negocio de librería y, en particular, la venta de estampas, para lo cual se queda con las planchas; además, recibirá de su yerno, en compensación por la explotación del taller de imprenta, la pensión anual de 160 reales y el compromiso de atender gratuitamente sus encargos de impresión, referidos fundamentalmente a pliegos sueltos y estampas. La madre correrá con las deudas que la imprenta arrastra hasta el momento. Por su parte, el matrimonio pasa a ser propietario de todos los elementos del taller, que en lo sucesivo explotará con absoluta independencia, sin contar con la viuda de Burguete. La madre, con el fin de facilitar al matrimonio el acomodo en una nueva vivienda, les dona muebles y ropa de ajuar.

## Incapacitado por enfermedad y muerte (1768-1775)
Cuando ronda los 46 años se encuentra imposibilitado por la «privación de juicio que padece» y el taller de imprenta está gobernado por su esposa Josefa Burguete, ayudada por su hijo mayor José Francisco, que tiene 20 años. La enfermedad se prolongará durante nueve años, en los que la situación del impresor se degradará hasta la inconsciencia. Por este motivo, cuando se produjo su muerte el 21 de enero de 1775, únicamente recibió la extremaunción, ya que no pudo confesarse «por estar privado de sentidos». Tenía 53 años. 
Fue enterrado en la parroquia de San Saturnino, «con funciones de entierro, honras y cabo de año», en la sepultura propiedad de su esposa, que al cabo de 12 años aquí también fue inhumada. 
El negocio pasa a la viuda y es regentado por el hijo mayor, José Francisco de Rada.

## La imprenta y sus empleados
El convenio de donación que la viuda de Alfonso Burguete suscribe con su yerno Martín José Rada en 1751 precisa que le entrega «la imprenta con toda la letra que tiene, con las galeras, prensa, tablas y demás adherentes y cosas correspondientes a dicha imprenta». Destaca la existencia de una prensa y un tórculo, además de 35 planchas de estampas religiosas que se imprimían en pliegos sueltos con gran éxito comercial.
En el taller trabaja hasta aproximadamente 1748 el oficial Ignacio de Berástegui. Por otra parte, desde septiembre de 1747 Bernardo Pardo, de 28 años, también presta sus servicios como oficial impresor. Más adelante, en 1753, figuran como criados Antonio Castilla y Ambrosio de Gauna

### Una tortuosa gestión empresarial (1746-1751)
La labor de Rada al frente de la imprenta de su suegra, entre 1746 y 1751, resulta conflictiva, lo que explicaría el deterioro de las relaciones familiares. En el verano de 1748 es denunciado por haber impreso y distribuido sin permiso la Cartilla de la Doctrina Cristiana, una obra que únicamente podía vender el Hospital General. El hecho es que se habían detectado en Estella ejemplares fraudulentos y que Jerónimo Anchuela, como inspector de ventas de libros del Hospital, había denunciado que procedían del taller de Martín José de Rada, quien las habría impreso en connivencia con Pascual Ibáñez.

### La conflictiva impresión de laCirugíade Carlo Musitano (1747-1748)
Pero no es este el único conflicto que provocó estando al frente de la imprenta de su suegra, pues también se vio envuelto en un proceso promovido por Martín José Izuriaga Ezpeleta, que le acusaba de quedarse con ejemplares de los tomos tercero y cuarto de la Cirugía del médico y sacerdote napolitano Carlo Musitano, que el mismo Izuriaga había traducido y editado.

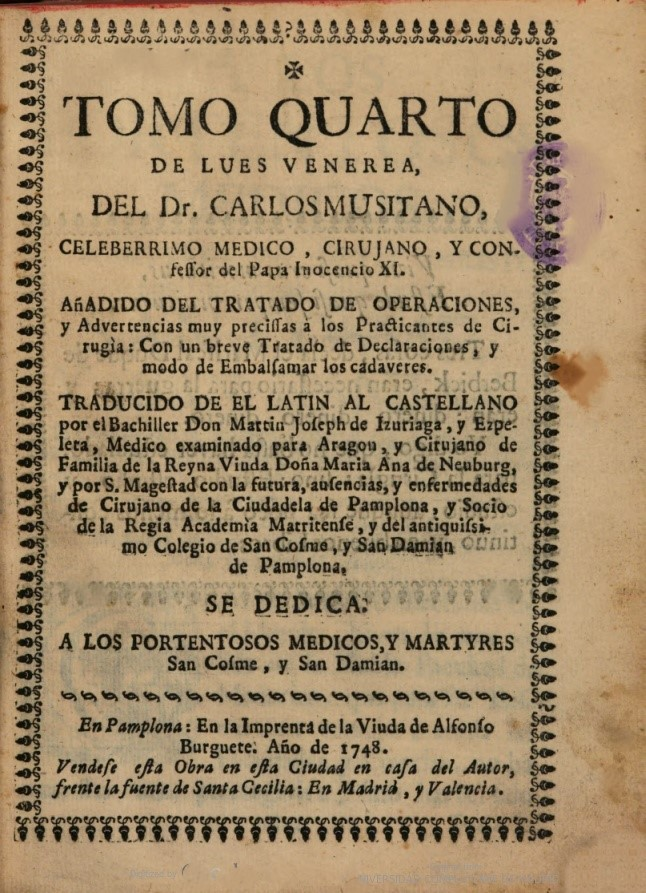
Tomo cuarto de la Cirugía de Musitano. Martín José de Rada tiró en beneficio propio más ejemplares de los contratados

Izuriaga había editado, en 1741, en el taller de María Francisca de Neira, los dos primeros tomos de esta obra y, en aquella ocasión, este trabajo había suscitado problemas entre las partes, hasta el punto de que acabaron ante los tribunales. En 1746 una sentencia obliga a Izuriaga a pagar a la imprenta 446 reales. 
Un año después, Izuriaga ha terminado la traducción de los tomos tercero y cuarto de la Cirugía y encarga su impresión a Pedro José Ezquerro; pero, cuando este ya ha sacado 16 pliegos, no es capaz de cumplir con el encargo y el editor Izuriaga lo encomienda a Martín José Rada, a pesar del conflicto que se había suscitado por la impresión de los dos primeros tomos.
Para la edición de los dos últimos tomos de la Cirugía se establece una tirada de 1100 ejemplares, lo que supone un total de 2200 volúmenes. A este fin, el editor entregará al impresor «dos resmas y cuatro manos de papel de buena calidad y de la especie que hoy corre que es de veinte manos cada resma y de veinte y cinco pliegos cada mano»; además, le facilitará “una mano de papel cada semana, para que con esta se compensasen los pliegos de pruebas y algunos otros que pudieran desgraciarse”. El precio de la impresión se fija en 15 reales el pliego. 
La impresión de los dos últimos tomos se lleva a cabo entre 1747 y 1748. La tirada se almacena en rama -sin encuadernar- en su mayor parte y, al tiempo, sufre graves deterioros en a causa de las goteras y de la «tinta o cisco de carbón con que se han manchado [los pliegos]». Así lo declara Miguel Antonio Domech, en calidad de perito, después de examinar 18 paquetes del tomo tercero y 11 del cuarto.
La tirada corresponde íntegramente al editor, Izuriaga, al que compete la venta en exclusiva de la obra, como se advierte en el «frontis o epígrafe» de los dos tomos. La obra se venderá dentro y fuera de Navarra —se tiene noticia de su comercialización en Madrid-.
Pero el conflicto surge por la denuncia del editor contra el impresor al que acusa de tirar más ejemplares de los autorizados y de venderlos en beneficio propio. En una inspección realizada en la imprenta, se descubren 34 volúmenes de más del tomo tercero y 53 del cuarto no controlados por el editor. Con esta prueba de la mala fe del impresor, Izuriaga se ratifica en «la vehemente sospecha de que [Rada] ha impreso muchos más tomos, pues esto se hace verosímil por la desigualdad que ha salido en número de ellos y sus sobras, habiéndose puesto igual porción de papel para la impresión de ambos». El quebranto para Izuriaga es grande, ya que el impresor no solo ha vendido los libros por su cuenta sino que lo ha hecho a un precio inferior al oficial. La Real Corte, el 23 de mayo de 1749, falla en contra de Rada obligándole a devolver a Izuriaga 478 ejemplares de los dos tomos.

### Producción de libros (1751-1775)
La primera obra impresa, en que figura en el pie de imprenta de Martín José de Rada, data en 1747, cuando todavía el taller pertenecía a su suegra; por este motivo, no cabe considerar en sentido estricto esa fecha como inicio de su trayectoria como impresor autónomo, que efectivamente comienza en 1751, cuando el taller pasa a su propiedad, y concluirá con su fallecimiento en 1775.
Sea como sea, Martín José de Rada firma, a lo largo de 29 años al frente del taller que había sido de Alfonso Burguete, 42 libros, lo que supone el 6,6 por ciento de la producción en Navarra en el siglo XVIII y una media anual de 1,4 títulos, muy por debajo de la de esa centuria cifrada en siete.
Una parte significativa de los libros corresponde a la impresión de los Officia propria festivitatum pompelonensis ecclesiae -la "Gallofa", el libro de celebraciones litúrgicas de la diócesis-, de la que se han identificado 16 ediciones, lo que viene a suponer el 40 por ciento de su producción. 
La actividad se desarrolla prácticamente sin interrupciones dignas de mención entre 1753 y 1775. Cabe precisar que entre 1751 y 1752  Rada residió en Zaragoza, por lo que el taller estuvo parado. 
Se puede considerar que la imprenta mantuvo un ritmo regular, aunque con puntas de mayor actividad en los años 1757, 1760 y 1766, en cada uno de los cuales se imprimieron cuatro libros. A partir de 1767 se hace notar la enfermedad del impresor: la producción se reduce y se circunscribe casi exclusivamente a las modestas «gallofas».
| Producción de libros de la imprenta de Martín José de Rada (1747-1775) |
| ---------------------------------------------------------------------- |
|                                                                        |

### Características de su producción
Destaca la importancia que tienen las reediciones, que suponen el 60 por ciento, aunque se ha de matizar, como ya se ha adelantado, que buena parte se refiere a obras menores, de contenido litúrgico, como el Ordo recitandi officium divinum y las «gallofas», que el taller viene imprimiendo por encargo del Hospital General de Pamplona. En definitiva, no se trata de títulos reimpresos a impulsos del éxito editorial, sino de encargos periódicos de una obra de venta asegurada.
Una abrumadora mayoría de los títulos, que se sitúa en el 79 por ciento, corresponde a temas religiosos, entre los que destacan, como ya se ha señalado, los de carácter litúrgico, aunque también se han de mencionar los de devoción, en especial los escritos en vascuence que configuran un catálogo estimable.
Prácticamente la mitad de la producción está en latín, por la importancia que tienen los títulos de tema litúrgico. El castellano ocupa algo más de la tercera parte y el euskera cuenta con una relativa importancia, del orden del 14 por ciento, que coincide plenamente con publicaciones devotas destinadas a los fieles vascoparlantes que firman los jesuitas guipuzcoanos  Sebastián Mendiburu (2 títulos) y Agustín de Cardaberaz (2), además del sacerdote navarro José Antonio Miquelestorena, (1) a las que se ha de añadir un catecismo del también jesuita Gaspar de Astete. Estas obras en vascuence se imprimen entre 1758 y 1766, en ediciones modestas, de pequeños formatos y pocas páginas. Las promovían los jesuitas del colegio de Pamplona y las distribuían en el curso de sus predicaciones en las misiones populares.
Se ha podido determinar el formato de 41 de las 43 obras impresas. Más de la mitad de la producción se sitúa en tamaños pequeños, por debajo del octavo, y coincide con los libros de devoción y de normativa litúrgica. Son obras, como se ha explicado, de gran tirada, manejables, modesta presentación y bajo precio.
En cambio, los libros en cuarto corresponden a la historia, biografía, teología moral, medicina y al tratado Música canónica, motética y sagrada escrito por el organista de la catedral de Tarazoa Juan Francisco de Sayas. 
La única obra en  folio la integran los dos tomos de la  Cirugía de Musitano, editado por Martín José Izuriaga, lo que viene a corroborar que los formatos mayores se reservaban para obras de reducida circulación destinadas profesionales dispuestos a pagar por ellas precios considerables. 
La imprenta de Martín José Rada ofrece un nivel de calidad correcto: de las 34 obras analizadas solo cuatro están calificadas como deficientes y casi tres cuartas partes se sitúan en el nivel suficiente. La única impresión excelente se refiere al Resumen de la vida y costumbres de el excelentissimo señor duque de Granada de Ega, escrita y promovida por el padre Pedro de Calatayud e inspirada y, sin duda, impulsada por su compañero en la Compañía de Jesús, el influyente Francisco Javier Idiáquez, hijo del biografiado. Se trata de una obra de prestigio, publicada bajo los auspicios de la nobleza navarra y de la entonces poderosa Compañía de Jesús. Todo ello explicaría que la portada vaya a dos tintas, aspecto inusual en la tipografía navarra de la época.

## La librería y sus empleados
Martín José de Rada emplea el mismo libro para la contabilidad de la imprenta y de la librería, lo que resulta comprensible por la estrecha relación de los dos negocios y por su moderada dimensión. En la librería presta servicio como «mancebo» Vicente Aimar, natural de Vitoria. Había comenzado como aprendiz en 1746, cuando contaba 12 años, y, en 1751, al cumplir 18 y acabado su contrato de aprendiz, abandona la botiga.
En cuanto a las compras de libros fuera de Navarra, ya en 1745, mantiene relaciones con Madrid. Concretamente, se conoce la adquisición de varias partidas al próspero librero Ángel Corradi por importe de 300 reales de vellón.
En julio de 1748, juntamente con Jerónimo de Anchuela, emite un dictamen, en calidad de librero, sobre el deterioro de cinco cargas de papel procedente de Olorón, que había importado el comerciante pamplonés José Baigorri. Rada, que en 1748 había sido denunciado por venta fraudulenta de la Cartilla de la doctrina cristiana, monopolio del Hospital General de Pamplona, al cabo de 11 años, en septiembre de 1759, es nombrado inspector de ventas de los naipes y de los libros que vende en exclusiva esa institución. En el poder de nombramiento no se menciona la existencia de un salario y parece que la retribución se limitaba a un tercio de las multas que llegara a imponer.

### Librero en Zaragoza (1751)
Cuando en 1751, toma las riendas del negocio de imprenta, tras romper el convenio con su suegra y abandonar su vivienda, Martín José Rada, casado, con tres hijos, deja Pamplona y se establece en Zaragoza, donde por mediación del librero Manuel Sierra trabaja durante 14 meses, sin salario, solo por las costas, en la librería que regenta la viuda de Esteban Gregorio Mercader, recientemente fallecido y cuyo inventario de bienes realiza.

## Galería de imágenes

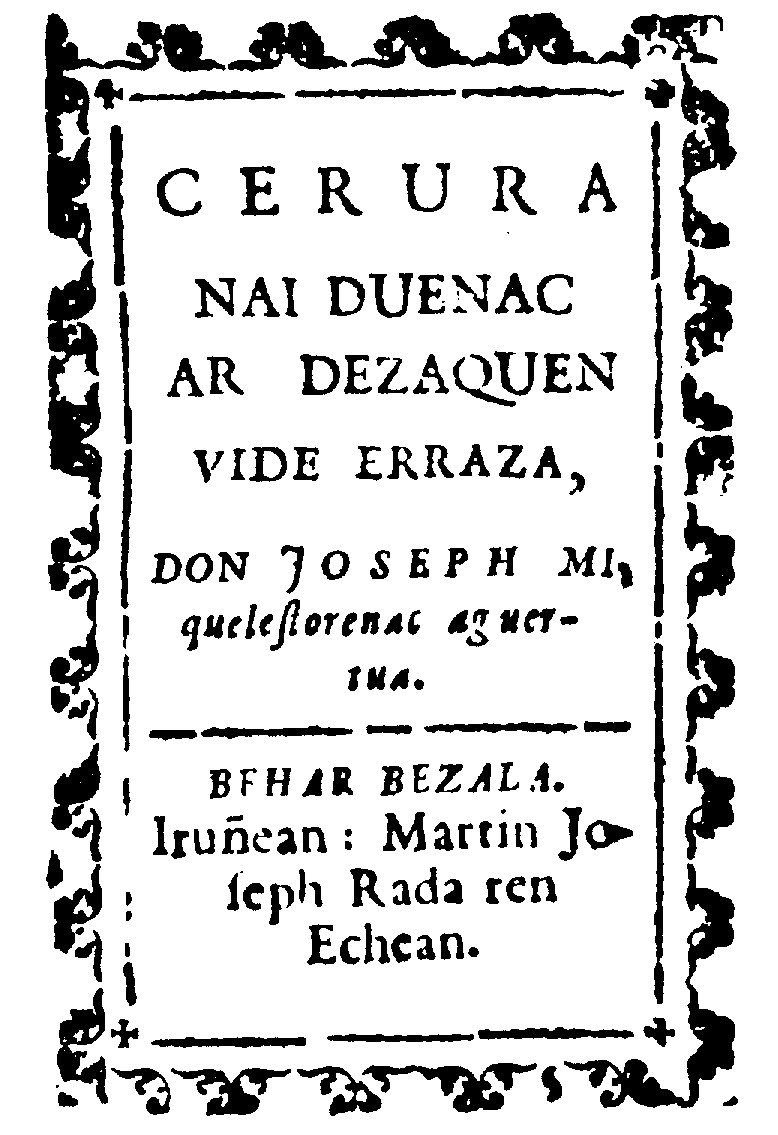
Libro de piedad en vascuence del sacerdote de Lesaca José Antonio Mikelestorena (1749)
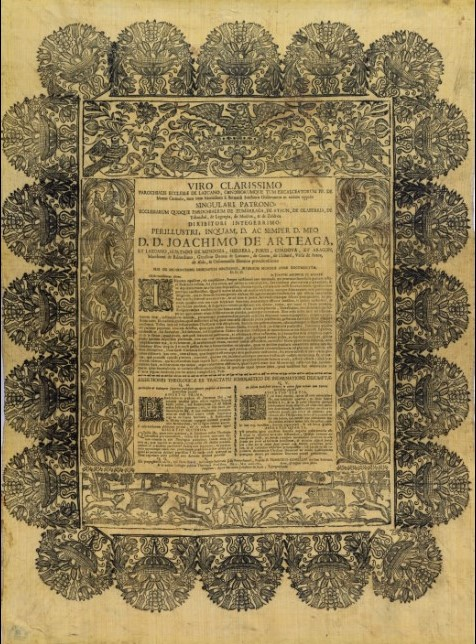
Pliego suelto de una tesis doctoral (1761)
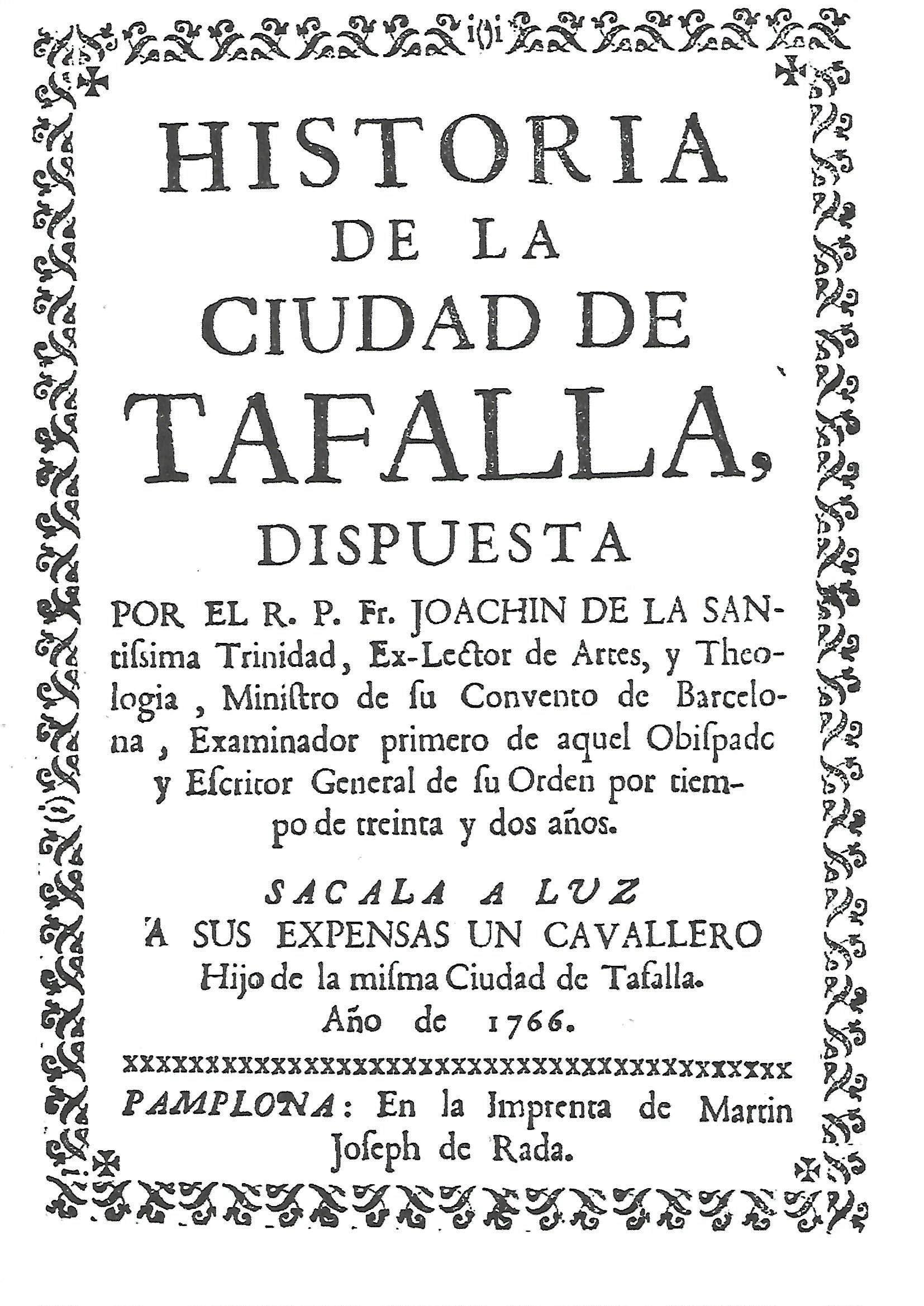
Historia de Tafalla, editada por un "cavallero. Hijo de la misma Ciudad" (1766)
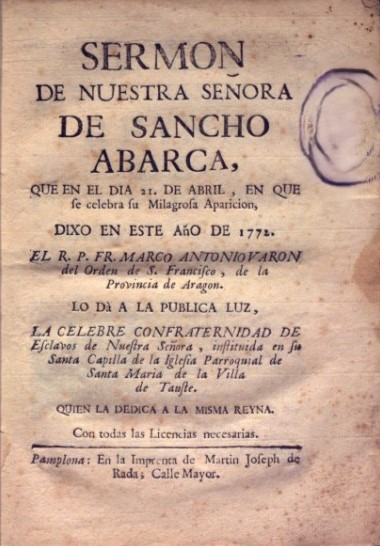
Sermón dedicado a la Virgen de Sancho Abarca venerada en Tauste (1772)
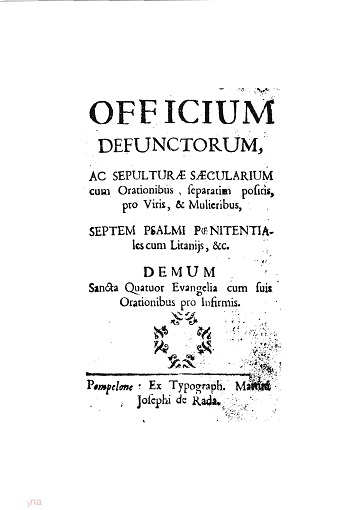
Impreso de la liturgia de difuntos
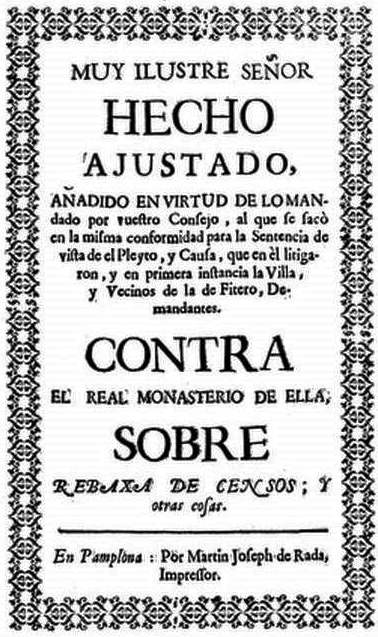
Pleito de la villa de Fitero con el monasterio de la misma localidad